# 1967 w filmie
Wydarzenia filmowe w 1967 roku.

## Wydarzenia
- 5 czerwca – powstał American Film Institute dla popierania rozwoju sztuki filmowej w Stanach Zjednoczonych.
- 15 września – premiera Samych Swoich Sylwestra Chęcińskiego.
- 26 grudnia – Magical Mystery Tour w brytyjskiej telewizji. Pierwszy film The Beatles, w którym oprócz występowania w głównych rolach i skomponowania muzyki, byli reżyserami i napisali scenariusz.
- Na targach Expo '67 w Montrealu, zaprezentowano prototyp wieloekranowego systemu kinowego IMAX.

## Premiery

### Filmy polskie
- 1 stycznia – Małżeństwo z rozsądku – reż. Stanisław Bareja
- 7 stycznia – Sublokator – reż. Janusz Majewski
- 20 stycznia – Gdzie jest trzeci król – reż. Ryszard Ber
- 3 lutego – Powrót na ziemię – reż. Stanisław Jędryka
- 14 lutego – Ściana Czarownic – reż. Paweł Komorowski
- 24 lutego – Chudy i inni – reż. Henryk Kluba
- 3 marca – Bokser – reż. Julian Dziedzina
- 26 marca – Mocne uderzenie – reż. Jerzy Passendorfer
- 7 kwietnia – Kontrybucja – reż. Jan Łomnicki
- 14 kwietnia – Cała naprzód – reż. Stanisław Lenartowicz
- 25 kwietnia – Kochajmy syrenki – reż. Jan Rutkiewicz
- 7 lipca – Bicz boży – reż. Maria Kaniewska
- 28 lipca – Zwariowana noc – reż. Zbigniew Kuźmiński (Janusz Kłosiński, Krystyna Sienkiewicz, Kazimierz Kaczor)
- 18 sierpnia – Morderca zostawia ślad – reż. Aleksander Ścibor-Rylski (Zbigniew Cybulski, Marian Opania, Władysław Kowalski)
- 1 września – Westerplatte – reż. Stanisław Różewicz (Zygmunt Hübner, Arkadiusz Bazak, Tadeusz Schmidt)
- 15 września – Sami swoi – reż. Sylwester Chęciński (Wacław Kowalski, Władysław Hańcza, Ilona Kuśmierska)
- 29 września – Jowita – reż. Janusz Morgenstern (Barbara Kwiatkowska, Daniel Olbrychski, Zbigniew Cybulski)
- 6 października – Stajnia na Salvatorze – reż. Paweł Komorowski (Janusz Gajos, Tadeusz Łomnicki, Krystyna Feldman)
- 21 listopada – Paryż – Warszawa bez wizy – reż. Hieronim Przybył (Maciej Damięcki, Stanisław Tym, Pola Raksa)
- Długa noc – reż. Janusz Nasfeter (Anna Ciepielewska, Ryszarda Hanin, Józef Duriasz) („półkownik”, premiera 30 października 1989)
- Ręce do góry – reż. Jerzy Skolimowski (Adam Hanuszkiewicz, Bogumił Kobiela, Jerzy Skolimowski) („półkownik”, premiera 21 stycznia 1985)
- dokładna data wydania nieznana – Archeologia – reż. Andrzej Brzozowski

### Filmy zagraniczne
- Absolwent (The Graduate) – reż. Mike Nichols (Dustin Hoffman, Anne Bancroft, Katharine Ross)
- Boso w parku (Barefoot in the Park) – reż. Gene Saks (Robert Redford, Jane Fonda, Charles Boyer)
- Bonnie i Clyde (Bonnie and Clyde) – reż. Arthur Penn (Warren Beatty, Faye Dunaway, Gene Hackman)
- Bunt (Jōi-uchi: Hairyō zuma shimatsu) – reż. Masaki Kobayashi
- Camelot – reż. Joshua Logan (Richard Harris, Vanessa Redgrave, Franco Nero)
- Casino Royale – reż. Ken Hughes (Peter Sellers, Ursula Andress, David Niven, Orson Welles, Woody Allen)
- Doktor Dolittle (Doctor Dolittle) – reż. Richard Fleischer (Rex Harrison, Samantha Eggar, Richard Attenborough)
- Parszywa dwunastka (The Dirty Dozen) – reż. Robert Aldrich (Lee Marvin, Ernest Borgnine, Charles Bronson)
- Pali się moja panno (Horí, má panenko) – reż. Miloš Forman
- W upalną noc (In the Heat of the Night) – reż. Norman Jewison (Sidney Poitier, Rod Steiger)
- Żyje się tylko dwa razy (You Only Live Twice) – reż. Lewis Gilbert (Sean Connery, Karin Dor, Donald Pleasence)
- Zbieg z Alcatraz (Point Blank) –  reż. John Boorman (Lee Marvin, Angie Dickinson)
- Zgadnij, kto przyjdzie na obiad (Guess Who’s Coming To Dinner) – reż. Stanley Kramer (Spencer Tracy, Katharine Hepburn, Sidney Poitier)
- Piękność dnia (Belle de Jour) – reż. Luis Buñuel (Catherine Deneuve, Jean Sorel, Michel Piccoli)
- Nieustraszeni pogromcy wampirów (The Fearless Vampire Killers) – reż. Roman Polański (Jack MacGowran, Roman Polański, Sharon Tate)
- Doczekać zmroku (Wait Until Dark) – reż. Terence Young (Audrey Hepburn i Alan Arkin)
- Dwoje na drodze (Two for the Road) – reż. Stanley Donen (Audrey Hepburn i Albert Finney)
- Week End – reż. Jean-Luc Godard (Mireille Darc)
- Oskar (Oscar) – reż. Édouard Molinaro (Louis de Funès)
- Mały pływak (Le Petit baigneur) – reż. Robert Dhery (Louis de Funès, Robert Dhery)
- Dwa tygodnie we wrześniu (A coeur joie) – reż. Serge Bourguignon (Brigitte Bardot, Laurent Terzieff)
- Nie daj się usidlić (Don’t Make Waves) – reż. Alexander Mackendrick (Claudia Cardinale, Tony Curtis)
- Dusza na sprzedaż (Bedazzled) – reż. Stanley Donen (Raquel Welch, Dudley Moore)
- Hrabina z Hongkongu (Countess from Hong Kong) – reż. Charles Chaplin (Sophia Loren, Marlon Brando, Tippi Hedren)
- La morte ha fatto l'uovo – reż. Giulio Questi (Jean-Louis Trintignant, Gina Lollobrigida)
- Łatwo przyszło, łatwo poszło (Easy Come, Easy Go) – reż. John Rich (Elvis Presley)
- Wielkie kłopoty (Double Trouble) – reż. John Rich (Elvis Presley)
- Hombre – reż. Martin Ritt (Paul Newman, Barbara Rush)
- Nieugięty Luke (Cool Hand Luke) – reż. Stuart Rosenberg (Paul Newman, George Kennedy)
- Poskromienie złośnicy (La Bisbetica domata) – reż. Franco Zeffirelli (Elizabeth Taylor, Michael York, Richard Burton)
- W zwierciadle złotego oka (Reflections in a Golden Eye) – reż. John Huston (Harvey Keitel, Marlon Brando, Elizabeth Taylor)
- Siedem razy kobieta (Woman Times Seven) – reż. Vittorio De Sica (Alan Arkin, Anita Ekberg, Philippe Noiret, Peter Sellers, Shirley MacLaine, Elsa Martinelli
- Przywilej (Privilege) – reż. Peter Watkins (Paul Jones, Jean Shrimpton, Mark London)
- Śmierć jeździ konno (Da uomo a uomo) – reż. Giulio Petroni (Lee Van Cleef, John Phillip Law)
- Aamne Samne (आमने सामने) – reż. Suraj Prakash (Shashi Kapoor, Sharmila Tagore)
- Uciekinierka
- Jewel Thief

## Nagrody filmowe
- Oscary
  - Najlepszy film – W upalną noc
  - Najlepszy aktor – Rod Steiger (W upalną noc)
  - Najlepsza aktorka – Katharine Hepburn – (Zgadnij, kto przyjdzie na obiad)
  - Wszystkie kategorie: 40. ceremonia wręczenia Oscarów
- Festiwal w Cannes
  - Złota Palma: Michelangelo Antonioni – Powiększenie
- Festiwal w Berlinie
  - Złoty Niedźwiedź: Jerzy Skolimowski – Start

## Urodzili się
- 1 stycznia – Sławomir Pacek, polski aktor
- 1 stycznia – Paweł Niczewski, polski aktor
- 2 stycznia – Tia Carrere, amerykańska aktorka
- 8 stycznia – Małgorzata Foremniak, polska aktorka
- 14 stycznia – Emily Watson, angielska aktorka
- 10 lutego – Laura Dern, amerykańska aktorka
- 19 lutego – Benicio del Toro, amerykański aktor
- 20 lutego – Lili Taylor, amerykańska aktorka
- 16 marca – Lauren Graham, amerykańska aktorka
- 29 marca – Karolina Wajda, polska aktorka
- 6 kwietnia – Jonathan Firth, brytyjski aktor
- 18 kwietnia – Maria Bello, amerykańska aktorka
- 22 kwietnia – Sheryl Lee, amerykańska aktorka
- 14 maja – Valeria Marini, włoska aktorka
- 31 maja – Sandrine Bonnaire, francuska aktorka
- 12 czerwca – Frances O’Connor, australijska aktorka
- 19 czerwca – Mia Sara, amerykańska aktorka
- 20 czerwca – Nicole Kidman, amerykańska aktorka
- 24 czerwca – Sherry Stringfield, amerykańska aktorka
- 1 lipca – Pamela Anderson, amerykańska aktorka
- 16 lipca – Will Ferrell, amerykański aktor
- 18 lipca – Vin Diesel, amerykański aktor
- 23 lipca – Philip Seymour Hoffman, amerykański aktor (zm. 2014)
- 25 lipca – Matt LeBlanc, amerykański aktor
- 3 sierpnia – Mathieu Kassovitz, francuski reżyser
- 21 sierpnia – Carrie-Anne Moss, kanadyjska aktorka
- 11 września – Harry Connick Jr., amerykański aktor
- 17 września – Malik Yoba, amerykański aktor, piosenkarz
- 28 września – Mira Sorvino, amerykańska aktorka
- 4 października – Liev Schreiber, amerykański aktor i reżyser
- 5 października – Guy Pearce, australijski aktor
- 28 października – Julia Roberts, amerykańska aktorka
- 15 listopada – François Ozon, francuski scenarzysta i reżyser
- 16 listopada – Lisa Bonet, aktorka (The Cosby Show)
- 28 listopada – Anna Nicole Smith, modelka i aktorka (zm. 2007)
- 13 grudnia – Ewa Gawryluk, polska aktorka
- 13 grudnia – Jamie Foxx, amerykański aktor
- 16 grudnia – Miranda Otto, australijska aktorka
- 29 grudnia – Andy Wachowski, amerykański reżyser

## Zmarli
- 8 stycznia – Zbigniew Cybulski, polski aktor (ur. 1927)
- 21 stycznia – Ann Sheridan, amerykańska aktorka (ur. 1915)
- 6 lutego – Martine Carol, francuska aktorka (ur. 1920)
- 15 lutego – Antonio Moreno, amerykański aktor kina niemego (ur. 1887)
- 19 lutego – Leonard Buczkowski, polski reżyser i scenarzysta (ur. 1900)
- 6 marca – Nelson Eddy, amerykański aktor i piosenkarz (ur. 1901)
- 8 maja – LaVerne Andrews, amerykańska piosenkarka, aktorka, członkini (The Andrews Sisters) (ur. 1911)
- 10 czerwca – Spencer Tracy, amerykański aktor (ur. 1900)
- 26 czerwca – Françoise Dorléac, francuska aktorka (ur. 1942)
- 29 czerwca – Jayne Mansfield, amerykańska aktorka (ur. 1933)
- 8 lipca – Vivien Leigh, brytyjska aktorka (ur. 1913)
- 12 lipca – Fridrich Ermler, radziecki aktor, producent, scenarzysta i reżyser filmowy (ur. 1898)